# Galina Petrovna Petrova
Galina Petrovna Petrova (Kercs, 1913. augusztus 3. – Moszkva, 2015. március 18.) szovjet-orosz balett-táncos.

## Élete és művészi munkássága
Balett-tanulmányait a moszkvai balettintézetben végezte, utána 1933-ban felvették a Bolsoj társulatába. 1953-ban megszerezte az érdemes művészi címet. Egészen 76 éves koráig, 1989-ig dolgozott táncpedagógus-balettmesterként a legnagyobb moszkvai balett-együttesben.
Aktív táncosként 1934-től 1950-ig nagyon sok szerepet táncolt el. A klasszikus balettek közül emlékezetes az alakítása a francia Marius Petipa koreográfiája alapján készült Rajmondában, a Giselle-ben, a Don Quijotéban, és A hattyúk tavá-ban is.
A második világháború idején, 1942-ben a hátországba telepített társulattal a jelenlegi Szamarában, akkor Kujbisev városában Odett-Odilia kettős szerepét táncolta.
Egyformán kedvelte a klasszikus repertoár alapszerepeit és a népies karaktertáncokat is. A 100. születésnapjára készített riportok, interjúk szerint aktív életet élt, szellemileg friss maradt.
Számos tanítványa vált a Bolsoj büszkeségévé.